# Javacarus petalus
Javacarus petalus är en kvalsterart som först beskrevs av Tyler A. Woolley 1966.  Javacarus petalus ingår i släktet Javacarus och familjen Lohmanniidae. Inga underarter finns listade i Catalogue of Life.